# 白緣眼灰蝶
白緣眼灰蝶（學名：Lysandra bellargus）是灰蝶科的一種蝴蝶。它栖息在古北界（西欧、中欧、南欧、南俄、伊拉克、伊朗、高加索、外高加索、土耳其）。
1775年，德国昆虫学家西格蒙德·阿德里安·冯·罗滕堡将該蝴蝶描述为Papilio bellargus。